# Autostopistul (film din 1986)
Autostopistul (în engleză The Hitcher) este un film thriller⁠(d) american din 1986 regizat de Robert Harmon⁠(d) în baza unui scenariu de Eric Red⁠(d). Filmul urmărește povestea unui autostopist⁠(d) ucigaș⁠(d) - interpretat de Rutger Hauer - care îl urmărește și hărțuiește pe tânărul șofer Jim Halsey - interpretat de C. Thomas Howell - pe autostrăzile din vestul Texasului⁠(d). Jeffrey DeMunn și Jennifer Jason Leigh apar în roluri secundare.
Lansat în Statele Unite pe 21 februarie 1986, filmul a fost primit cu indiferență de critici și cinefili, încasând 5,8 milioane de dolari la un buget de 7,9 milioane. Totuși, filmul a câștigat adepți în următorii ani, iar interpretarea lui Hauer a fost lăudată. Filmul a avut o continuare lansată în 2003 sub titlul Autostopistul II - Te-am asteptat⁠(d) și un remake în 2007⁠(d).

## Intriga
Jim Halsey, un tânăr care livrează o mașină din Chicago în San Diego, observă un bărbat care face autostopul în deșertul din vestul Texasului⁠(d) și decide să oprească. Autostopistul, John Ryder, este amenințător și evaziv. Când Jim trece pe lângă o mașină abandonată, Ryder apasă pe accelerația mașinii și, amenințându-l cu un lamă⁠(d), îi spune lui Jim că a ucis șoferul acelei mașini și intenționează să facă același lucru și cu el. Înspăimântat, Jim îl întreabă ce dorește, iar Ryder răspunde: „Vreau să mă oprești”. Când conștientizează că Ryder nu poartă centura de siguranță și ușa este întredeschisă, îl împinge afara din mașină.
Ușurat, Jim își continuă călătoria. Când îl vede pe Ryder pe bancheta din spate a unei mașini, Jim încearcă să-i avertizeze, dar este implicat într-un accident. În cele din urmă, descoperă mașina plină de sânge pe marginea drumul. Într-o benzinărie abandonată, Ryder îl încolțește pe Jim și îi aruncă cheile mașinii sale înainte să fie luat „la ocazie”. Acesta îl întâlnește din nou într-o altă benzinărie pe Ryder care încearcă să-l calce cu o camionetă, dar lovește pompele stației de alimentare. În timp ce Jim se îndepărtează de la locul faptei, Ryder aruncă în aer benzinăria.
La un mic restaurant⁠(d), Jim o întâlnește pe Nash, o chelneriță, și cheamă poliția. În timp ce mânâncă, găsește un deget uman în mâncare și conștientizează că Ryder se află în zonă. Poliția îl arestează pe Jim după ce Ryder îi înșcenează crimele. Deși poliția nu-l consideră vinovat, acesta este încarcerat peste noapte conform protocolului. Când Jim se trezește, descoperă ușa celulei deschisă și toți ofițerii de poliție morți. Se panichează și fuge de la fața locului cu un revolver. La o stație de alimentare, acesta ia doi ofițeri ostatici și vorbește cu căpitanul Esteridge - cel care coordonează operațiunea de căutare a lui Jim - prin stația radio. Esteridge îl convinge pe Jim să se predea, dar în același moment Ryder, aflat într-o altă mașină, îi împușcă și ucide pe cei doi ofițeri de poliție.
Mașina poliției iese în decor, iar Ryder dispare din nou. După ce se gândește pe moment să se sinucidă, Jim ajunge la o cafenea unde este confruntat de Ryder. Acesta din urmă îi arată că revolver este descărcat și îi lasă câteva gloanțe înainte să plece. Jim urcă într-un autobuz unde o întâlnește pe Nash și încearcă să-i explice situația. După ce o mașină de poliție oprește autobuzul, Jim se predă și polițiștii furioși îl acuză de uciderea colegilor lor. Aceștia încearcă să-l ucidă pe Jim, dar Nash îi dezarmează și fuge împreună cu Jim cu mașina ofițerilor de poliție. În timp ce sunt fugăriți de poliție, Ryder se alătură urmăririi și îi ucide pe ofițeri.
Jim și Nash abandonează mașina de patrulare și se cazează într-un motel. În vreme ce Jim este la duș, Ryder o răpește pe Nash. Acesta este descoperit de căpitanul Esteridge și ofițerii săi care îl duc într-o parcare unde Nash este cu mâinile și picioarele de două camioane. Ryder, aflat la volanul unui camion,  amenință că o va rupe în două. Esteridge îi spune lui Jim că oamenii săi nu-l pot împușca pe Ryder deoarece piciorul său va aluneca de pe ambreiaj și Nash va fi ucisă. Jim intră în cabina camionului, iar Ryder îi oferă un revolver și îi cere să-l ucidă, însă Jim este incapabil. Dezamăgit, Ryder eliberează ambrejaul și o ucide pe Nash.
Ryder este luat în custodie, dar Jim, convins că poliția nu-l poate opri pe acesta, sustrage revolverul și mașina căpitanului Esteridge, și pleacă după autobuzul care l-a preluat pe Ryder. Acesta din urmă îi ucide pe gardieni și sare prin parbrizul mașinii lui Jim în timp ce autobuzul se prăbușește. Jim frânează brusc, iar Ryder este aruncat pe șosea în fața mașinii. Acesta se ridică și îl provoacă pe Jim să-l calce cu mașina. După ce îl lovește cu mașina, Jim coboară să verifice trupul lui Ryder, iar când observă că acesta se ridică în picioare, îl împușcă de mai multe ori cu o pușcă de vânătoare. Odată ucis, Jim se sprijină de mașina lui Estridge și își aprinde o țigară.

## Distribuție
- Rutger Hauer în rolul lui John Ryder
- C. Thomas Howell în rolul lui Jim Halsey
- Jennifer Jason Leigh în rolul lui Nash
- Jeffrey DeMunn în rolul căpitanului Esteridge
- John M. Jackson⁠(d) în rolul sergentului Starr
- Billy Greenbush⁠(d) în rolul polițistului Donner
- Jack Thibeau⁠(d) în rolul polițistului Prestone
- Armin Shimerman⁠(d) în rolul interogatorului
- Gene Davis⁠(d) în rolul Trooper Dodge
- Jon Van Ness în rolul Trooper Hapscomb
- Henry Darrow⁠(d) în rolul soldatului Hancock
- Tony Epper⁠(d) în rolul Trooper Conners